# Formoso (Bom Jesus da Lapa)
Formoso é um distrito do município brasileiro de Bom Jesus da Lapa, no interior do estado da Bahia. Segundo o censo demográfico de 2022, realizado pelo Instituto Brasileiro de Geografia e Estatística (IBGE), sua população era de 4 657 habitantes e havia 1 437 domicílios particulares permanentes ocupados.
De acordo com o IBGE, em 2010 a população era de 5 326 habitantes e havia 1 711 domicílios particulares.
Abrange a área do Projeto Formoso, que mantém o chamado Distrito de Irrigação Formoso, associação formada por agricultores e proprietários de lotes agrícolas que compartilham um sistema de irrigação que alcança mais de 12 mil hectares.